# Шандор Таріч
Шандор Таріч (угор. Sándor Tarics, 23 вересня 1913 — 21 травня 2016) — угорський ватерполіст.
Олімпійський чемпіон 1936 року.